# ریموند لومیو
ریموند اورژل لومیو (به انگلیسی: Raymond Urgel Lemieux) (۱۶ژوئن ۱۹۲۰- ۲۲ ژوئیه ۲۰۰۰) شیمی‌دان اهل کانادا بود که دارای اکتشافات زیادی در زمینه شیمی بود که یکی از مشهورترین آنها سنتز ساکارز است. کشف اثر آنومری و توسعه روش‌های عمومی برای سنتز ساکاریدها که هنوز هم در حوزه شیمی کربوهیدرات به‌کار می‌روند، برخی از مشارکت‌های مهم او در زمینه شیمی آلی هستند. لومیو عضو انجمن سلطنتی کانادا، انجمن سلطنتی (انگلستان) و برنده جایزه جایزه جهانی علمی آلبرت انیشتین و جایزه ولف در شیمی بود. 